# ATP Salzburg Indoors 2009
L'ATP Salzburg Indoors 2009 è stato un torneo professionistico di tennis maschile giocato sul cemento indoor, che faceva parte dell'ATP Challenger Tour 2009. Si è giocato a Salisburgo in Austria dal 30 novembre al 6 dicembre 2009.

## Partecipanti

### Teste di serie
| Nazionalità | Giocatore          | Ranking* | Testa di serie |
| ----------- | ------------------ | -------- | -------------- |
| Israele     | Dudi Sela          | 43       | 1              |
| Germania    | Florian Mayer      | 62       | 2              |
| Austria     | Daniel Köllerer    | 75       | 3              |
| Germania    | Philipp Petzschner | 81       | 4              |
| Germania    | Daniel Brands      | 98       | 5              |
| Polonia     | Łukasz Kubot       | 99       | 6              |
| Germania    | Michael Berrer     | 100      | 7              |
| Finlandia   | Jarkko Nieminen    | 112      | 8              |

- Ranking al 23 novembre 2009.

### Altri partecipanti
Giocatori che hanno ricevuto una wild card:
- Martin Fischer
- Uladzimir Ihnacik
- Marco Mirnegg (Special Exempt)
- Max Raditschnigg (Special Exempt)
- Nicolas Reissig (Special Exempt)
- Dudi Sela (Special Exempt)

Giocatori passati dalle qualificazioni:
- Rameez Junaid
- Franko Škugor
- Roman Valent
- Antal van der Duim

## Campioni

### Singolare
Michael Berrer ha battuto in finale  Jarkko Nieminen, 6(4)–7, 6–4, 6–4

### Doppio
Philipp Marx /  Igor Zelenay hanno battuto in finale  Sanchai Ratiwatana /  Sonchat Ratiwatana, 6–4, 7–5